# Rabai
Rabai, également appelé Rabai Mpya (Nouveau Rabai), est un lieu historique et un sous-comté dans le comté de Kilifi, au Kenya, situé à environ 12 miles au nord-ouest de la ville de Mombasa.
C'est le premier lieu au Kenya où les missionnaires de la Church Missionary Society (CMS) ont établi une mission chrétienne.